# Agathemera luteola
Agathemera luteola is een insect uit de orde Phasmatodea en de  familie Agathemeridae. De wetenschappelijke naam van deze soort is voor het eerst geldig gepubliceerd in 2006 door Camousseight.